# Mangir
Mangir is een bestuurslaag in het regentschap Banyuwangi van de provincie Oost-Java, Indonesië. Mangir telt 4196 inwoners (volkstelling 2010).